# Żulin (Mazovie)
Pour les articles homonymes, voir Żulin.
Żulin (prononciation : [ˈʐulin]) est un village polonais situé dans la gmina de Stoczek dans le powiat de Węgrów et en voïvodie de Mazovie dans le centre-est de la Pologne.
Ce village se trouve à environ 9 kilomètres au sud-ouest de Stoczek, 14 kilomètres au nord-ouest de Węgrów (chef-lieu du powiat) et à 66 kilomètres au nord-est de Varsovie (capitale de la Pologne).
Le village a une population de 254 habitants en 2008.

## Histoire
De 1975 à 1998, le village appartenait administrativement à la voïvodie de Siedlce.

## Référence
1. ↑  OpenSolution.org, « Podział Administracyjny - Gmina Stoczek », sur stoczek.net.pl via Wikiwix (consulté le 11 juin 2023).